# Vesania
Vesania (del latín "locura") es una banda polaca de metal extremo formada en 1997 por Orion, Daray y Heinrich. Los miembros posteriores fueron Annahvahr y Hatrah, quienes dejaron la banda en 1999 y fueron reemplazados por Siegmar. Su primer lanzamiento, Moonastray, fue una separación con Black Altar, lanzado en 2002 por Odium Records exclusivamente en Polonia. El lanzamiento estuvo limitado a 666 copias y cada CD fue firmado con sangre. 2003 vio el lanzamiento en toda Europa de su primer álbum de larga duración, Firefrost Arcanum, por Empire Records. Esto fue seguido por la partida del miembro de la banda Annahvahr. Su segundo álbum, God the Lux , fue lanzado en abril de 2005, y poco después Valeo (Sammath Naur, Mortis Dei) se unió a la banda como guitarrista principal. Su tercer álbum, Distractive Killlusions, fue lanzado en 2007 en Napalm Records, del cual salió su primer sencillo "Rage of Reason". Las voces incluyen gritos y gruñidos bajos.

## Integrantes

### Actual
- Tomasz "Orion" Wróblewski - guitarra, voz (1997-presente)
- Dariusz "Daray" Brzozowski - batería, percusión (1997-presente)
- Filip "Heinrich" Hałucha - bajo (1997-presente)
- Krzysztof "Siegmar" Oloś - teclados (2000-presente)

### Anterior
- Hatrah - teclados (1998-1999)
- Filip "Annahvahr" Żołyński - guitarra, voz (1998-2003)
- Marcin "Valeo" Walenczykowski - guitarra (2005-2018; fallecido en 2018)

### En vivo
- Sławomir "Mortifer" Arkhangelsky (apellido Kusterka) - guitarra (2003; fallecido en 2013)
- Kerim "Krimh" Lechner - batería (2014)

## Discografía
Álbumes de estudio
| Título                      | Detalles del álbum |
| --------------------------- | --- |
| Arcano de escarcha de fuego | - Lanzamiento: 23 de marzo de 2003 - Disquera: Empire Records, Crash Music - Formatos: CD, descarga digital           |
| dios el lux                 | - Lanzamiento: 25 de abril de 2005 - Disquera: Mystic Production, Napalm Records - Formatos: CD, descarga digital     |
| Killlusiones de distracción | - Lanzamiento: 20 de noviembre de 2007 - Disquera: Mystic Production, Napalm Records - Formatos: CD, descarga digital |
| Deus Ex machina             | - Lanzamiento: 25 de octubre de 2014 - Sello: Fonografika, Metal Blade Records - Formatos: CD, descarga digital       |

Demos
| Título              | Detalles de demostración                                |
| ------------------- | ------------------------------------------------------- |
| Reh (cinta)         | - Lanzamiento: 1997 - Sello: Autoeditado - Formatos: CD |
| CD promocional 1999 | - Lanzamiento: 1999 - Sello: Autoeditado - Formatos: CD |

Otros lanzamientos
| Título              | Detalles                                                                     | notas                   |
| ------------------- | ---------------------------------------------------------------------------- | ----------------------- |
| Luna extraviada     | - Lanzamiento: 2002 - Disquera: Odium Records - Formatos: CD                 | - Split con Altar Negro |
| "Rabia de la razón" | - Lanzamiento: 15 de enero de 2008 - Disquera: Empire Records - Formatos: CD | - Único                 |